# 가키오카정
가키오카정(柿岡町)은 이바라키현 니하리군에 일찍이 존재했던 정이다.

## 지리
- 현재의 이시오카시 서부, 옛 야사토정의 중부에 위치한다.

## 역사
메이지 시대 이전에는 카키오카 번(柿岡藩)의 번청 소재지로 번영했다.
- 1889년 4월 1일 - 정촌제 시행에 의해 니하리군 가키오카정이 성립하였다.
- 1955년 1월 1일 - 오바타촌, 고자쿠라촌, 아시호촌, 고이세촌, 가와라에촌, 소노베촌과 합병해 야사토정이 성립하여, 동일 가키오카정은 폐지되었다.

## 인구
| 1891년 | 2,763 |
| 1920년 | 3,406 |
| 1935년 | 3,955 |
| 1950년 | 5,025 |

## 참고문헌
- 八郷町史編さん委員会編『八郷町史』、八郷町、2005年
- 角川日本地名大辞典編纂委員会『가도카와 일본 지명 대사전 8 茨城県』、가도카와 쇼텐、1983年 ISBN 4040010809